# Gornji Turni
Gornji Turni su naselje u Hrvatskoj u sastavu Grada Delnica. Nalaze se u Primorsko-goranskoj županiji.

## Zemljopis
Jugozapadno su Delnice, park šuma Japlenški vrh je zapadno i jugozapadno. Zapadno je Marija Trošt. Dalje jugoistočno su Podstena, Dedin i Zalesina. Istočno su izvor rječice Kupice, geomorfološki rezervat Vražji prolaz i Zeleni vir i Skrad.  Sjeveroistočno su Donji Turni, Gornje Tihovo, Donje Tihovo te Mala Lešnica i Velika Lešnica. Sjeverozapadno je Raskrižje Tihovo.

## Stanovništvo
| broj stanovnika | 49    | 107   | 104   | 105   | 92    | 245   | 194   | 86    | 78    | 71    | 71    | 59    | 31    | 22    | 15    | 13    | 9     |
|                 | 1857. | 1869. | 1880. | 1890. | 1900. | 1910. | 1921. | 1931. | 1948. | 1953. | 1961. | 1971. | 1981. | 1991. | 2001. | 2011. | 2021. |